# Komparation
Komparation, jämförelse, är ett böjningsmönster för adjektiv och adverb. Komparationsgrader i svenskan är positiv, komparativ och superlativ. Med hjälp av komparation uttrycker man på jämförande sätt graden av intensitet av den egenskap som adjektivet eller adverbet avser. Se exempel till höger. I andra språk världen över finns fler komparationsgrader, till exempel ekvativ ("lika ... (som)"), elativ ("för ...") och approximativ ("ungefär så ..."). Flera av begreppen förekommer också som namn på olika kasus.

## Komparation i svenskan
När svenska adjektiv och adverb kompareras görs detta med ändelserna -(a)re och -(a)st eller genom tillägg av mer/mera för komparativ och mest för superlativ. I vissa fall förekommer omljud (till exempel i ung - yngre - yngst och lång - längre - längst) och i ett fåtal fall innehåller komparationen suppletiv böjning  (till exempel bra - bättre - bäst och liten/lilla/små - mindre - minst). För verbparticip och vissa andra typer av adjektiv används framförställt "mer" och "mest" i stället för suffix för att uttrycka komparationsgraderna (skadad - mer skadad - mest skadad). Dessa sammansatta former kallas analytiska eller perifrastiska. Vissa ord kan, av semantiska skäl, bli komiska vid komparation, till exempel ordet "död", även om det är fullt möjligt att använda "dödare" i symbolisk eller överförd bemärkelse. 